# Anthicus donedai
Anthicus donedai es una especie de coleóptero de la familia Anthicidae.

## Distribución geográfica
Habita en Michigan (Estados Unidos).